# Andrej Porázik
Andrej Porázik (27 de junho de 1977) é um ex-futebolista profissional eslovaco que atuava como atacante.

## Carreira
Andrej Porázik representou a Seleção Eslovaca de Futebol, nas Olimpíadas de 2000. 